# Al Bada
Al Bada è un quartiere di Dubai. Al Bada si trova nella regione di Jumeirah, nel settore occidentale di Dubai. 
| Controllo di autorità | VIAF (EN) 15151715587613780963 · LCCN (EN) n2018004474 |